# Шаргадык
Шаргадык — исчезнувший хутор в Приютненском районе Калмыкии.

## История
Дата основания не установлена. В 1940 году был организован колхоз имени Молотова. 28 декабря 1943 года калмыцкое население было депортировано. Некоторое время после хутор продолжал существовать. Последний раз отмечен на административной карте Ставропольского края 1958 года

## География
Располагался в 20 км к северу от села Воробьёвка в долине реки Элиста, в 2 км от границы с Ростовщиной, в 9 км от село Богородское Ростовской области.
Исчезнувший хутор сохранил свое имя в геологии, поскольку в его окрестностях обнаружено месторождение урана (часть редкоземельно-скандий-урановых месторождений в Ергеняхском рудном районе). Шаргадыкская рудная залежь расположена на территории Калмыкии и Ростовской области, относится к крупным и средним по размерам (сотни-десятки тыс. кв. м), простираясь до пределов Богородского месторождения.